# Teleki Blanka
Széki gróf Teleki Blanka (Kővárhosszúfalu, 1806. július 3. – Párizs, 1862. október 23.) a magyar nőnevelés egyik úttörője, a nők művelődési egyenjogúságának híve.

## Életpályája

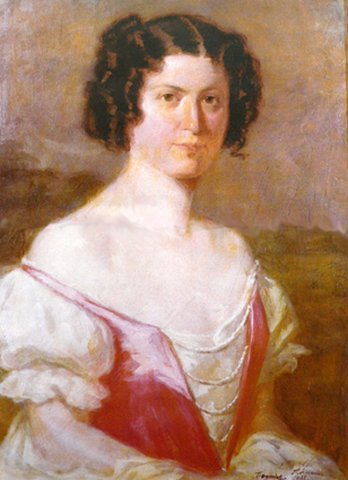
Léon Cogniet: Teleki Blanka portréja (1862 előtt)

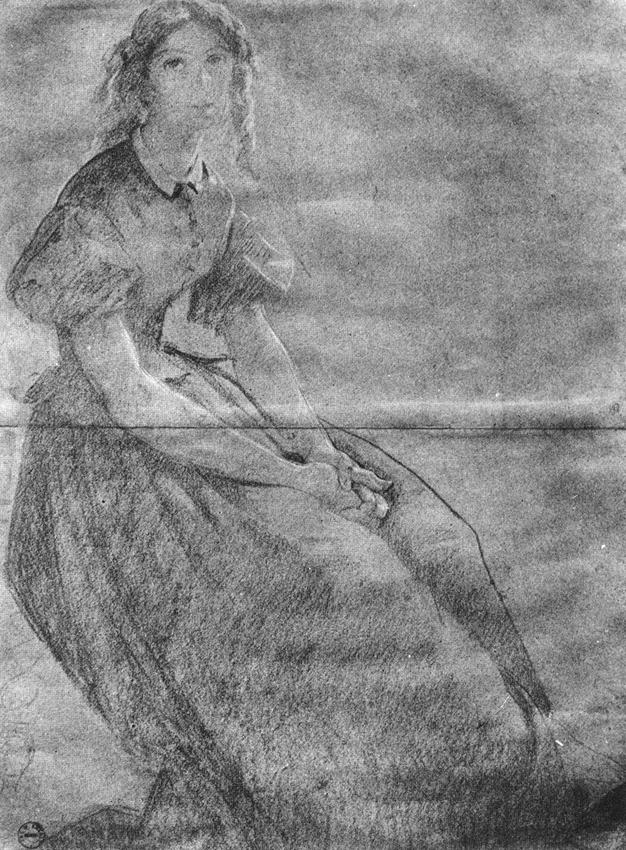
Madarász Viktor: Teleki Blanka fogságban, 1867, fekete és fehér kréta

Az erdélyi arisztokrata széki gróf Teleki családban, Nagybánya közelében született. Édesapja gróf Teleki Imre (1782-1848), édesanyja pedig korompai gróf Brunszvik Karolina (1782–1843), az első magyarországi óvodák megalapítójának, gróf Brunszvik Teréznek a húga volt. Két ifjabb testvére: Teleki Emma (De Gerando Ágost neje) 1809-ben, Miksa 1813-ban született.
Fiatalon Münchenben és Párizsban  festészetet, Budán Ferenczy Istvánnál szobrászatot tanult. Későbbi pályájára a legnagyobb hatással mégis nagynénje, Brunszvik Teréz volt, aki magával vitte külföldi utazásaira. Blanka is a nőnevelést választotta hivatásául: 1846-ban magyar tanítási nyelvű leánynevelő intézetet nyitott Pesten, a mai Szabadság téren.
Ez az iskola számít az első olyan magyarországi leányiskolának, ahol szakszerű oktatás folyt. A kiváló tanárok között volt Vasvári Pál (történelem), Hanák János (természetrajz) és Leövey Klára (nevelőnő). A szabadságharc alatt, 1848 végén kénytelen volt az intézetet bezárni; Leövey Klárával előbb Debrecenbe, Nagyváradra, végül Szegedre menekült. A szabadságharc bukása után részt vett a hadbíróság   elől bújdosó forradalmárok rejtegetésében. Pálfalvára (Szatmárpálfalva), az egyik Teleki-kúriára vonult vissza. A település szinte megközelíthetetlen volt, ezért az üldözöttek nagy számban menekültek ide. Párizsban élő nővérén keresztül kapcsolatot tartott a magyar emigrációval és miután a bécsi rendőrség kezére jutott a levelezése, 1851-ben Bécsben elfogták, és Pestre, az Újépületbe szállították. Teleki Sándor honvédtiszt így emlékezett erre az eseményre: „Teleki Blankát elfogták, sok mindennel vádolták, ágyukat, a szent István koronáját és palástját keresték házában, ásattak a pálfalvi kertben, s különösen azzal gyanusiták, hogy ezrekben küldi ki a pénzt külföldre az emigránsoknak. Kötél és ón terhe alatt volt tiltva velünk, politikai bélpoklosokkal, érintkezni.”
1853-ban a haditörvényszék 10 évi várfogságra ítélte; az ítéletet is az Újépületben hirdették ki. Teleki Blanka Brünnben, Olmützben és végül Kufsteinben raboskodott.

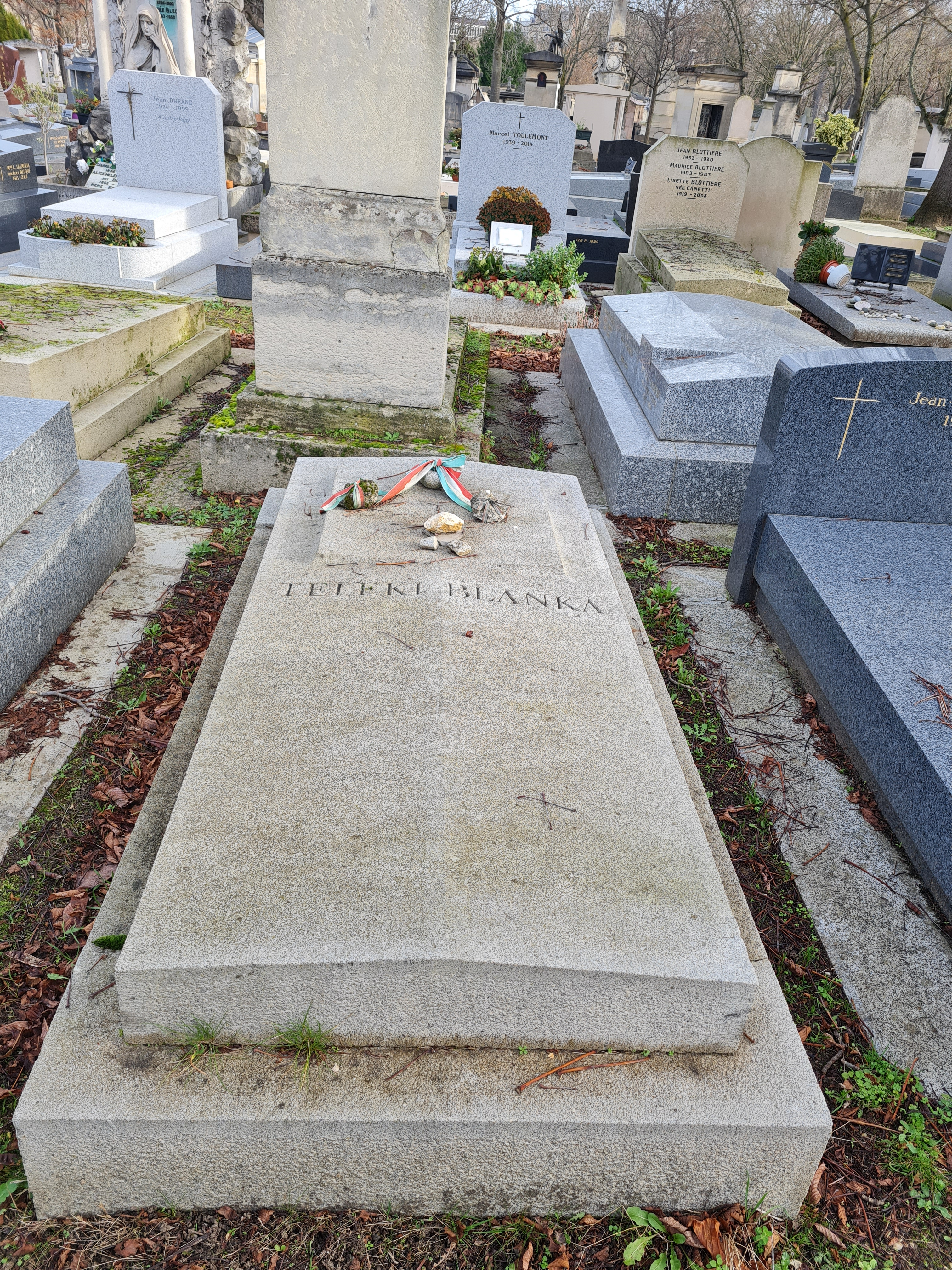
Teleki Blanka sírja a párizsi montparnasse-i temetőben

Miután 1857. május 11-én amnesztiával szabadult a kufsteini börtönből, többé nem tért haza. Ausztriában, majd Franciaországban élt, a húgánál. Ekkor a menekültek ügyét karolta fel. Párizsban érte a halál. A montparnasse-i temetőben helyezték nyugalomra.

## Emlékezete
- Teleki Blanka-díj

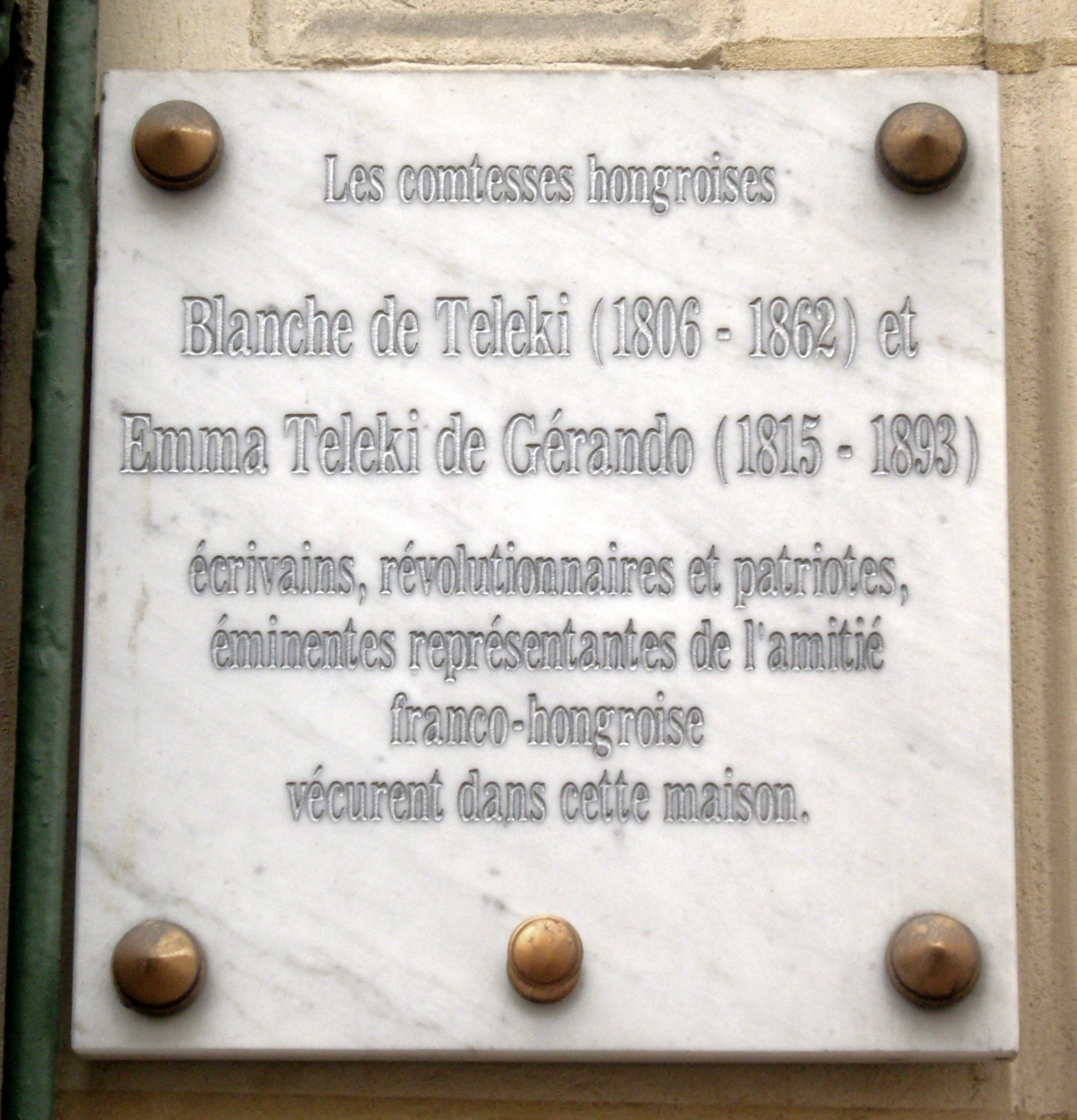
A párizsi emléktáblája, felirata: « Les comtesses hongroises Blanche de Teleki (1806-1862) et Emma Teleki de Gérando (1815-1893), écrivains, révolutionnaires et patriotes, éminentes représentantes de l'amitié franco-hongroise, vécurent dans cette maison. »

- 2006. október 11-én a Párizsi Magyar Intézet emléktáblát helyezett el Teleki Blanka grófnő és testvére, Emma egykori lakhelyén, a Vaugirard utca 37. szám alatt álló párizsi épület homlokzatán.[8]
- A Montparnasse-i temetőben nyugszik.[9] 2008-ban egy elképzelés szerint tervezték ugyan hamvai hazahozatalát és a martonvásári Brunszvik-kriptában való újratemetését, de ez az elképzelés nem realizálódott.[10]

### A nevét viselő iskolák, kollégiumok Magyarországon
- Újbudai Teleki Blanka Általános Iskola[11] (1119 Budapest, Bikszádi u. 61-63.)
- Teleki Blanka Gimnázium és Általános Iskola (Székesfehérvár)
- Teleki Blanka Szakképző Iskola és Kollégium (9700 Szombathely, Simon István u. 2.)
- Teleki Blanka Közgazdasági Szakközépiskola (1095 Budapest, Mester u. 23.)
- Teleki Blanka Általános Iskola és Alapfokú Művészeti Iskola,[12] Füzesabony
- Teleki Blanka Gimnázium, Budapest XIV. kerülete
- Teleki Blanka Gimnázium, Szakközépiskola, Szakiskola és Kollégium (Tiszalök, Ady Endre út 35.)
- Karcagi Szakképzési Centrum Teleki Blanka Gimnázium, Technikum és Kollégium Mezőtúr
- Teleki Blanka Leánykollégium, (7621 Pécs, Apáca utca 23, ma Ciszterci Nevelési Központ[halott link] Szent Margit Kollégium)
- Teleki Blanka Székhelykollégium – Városi Középiskolai Kollégium, Zalaegerszeg
- Teleki Blanka Kollégium, Szeged
- Teleki Blanka Középiskolai Kollégium, Veszprém